# Platonische Akademie

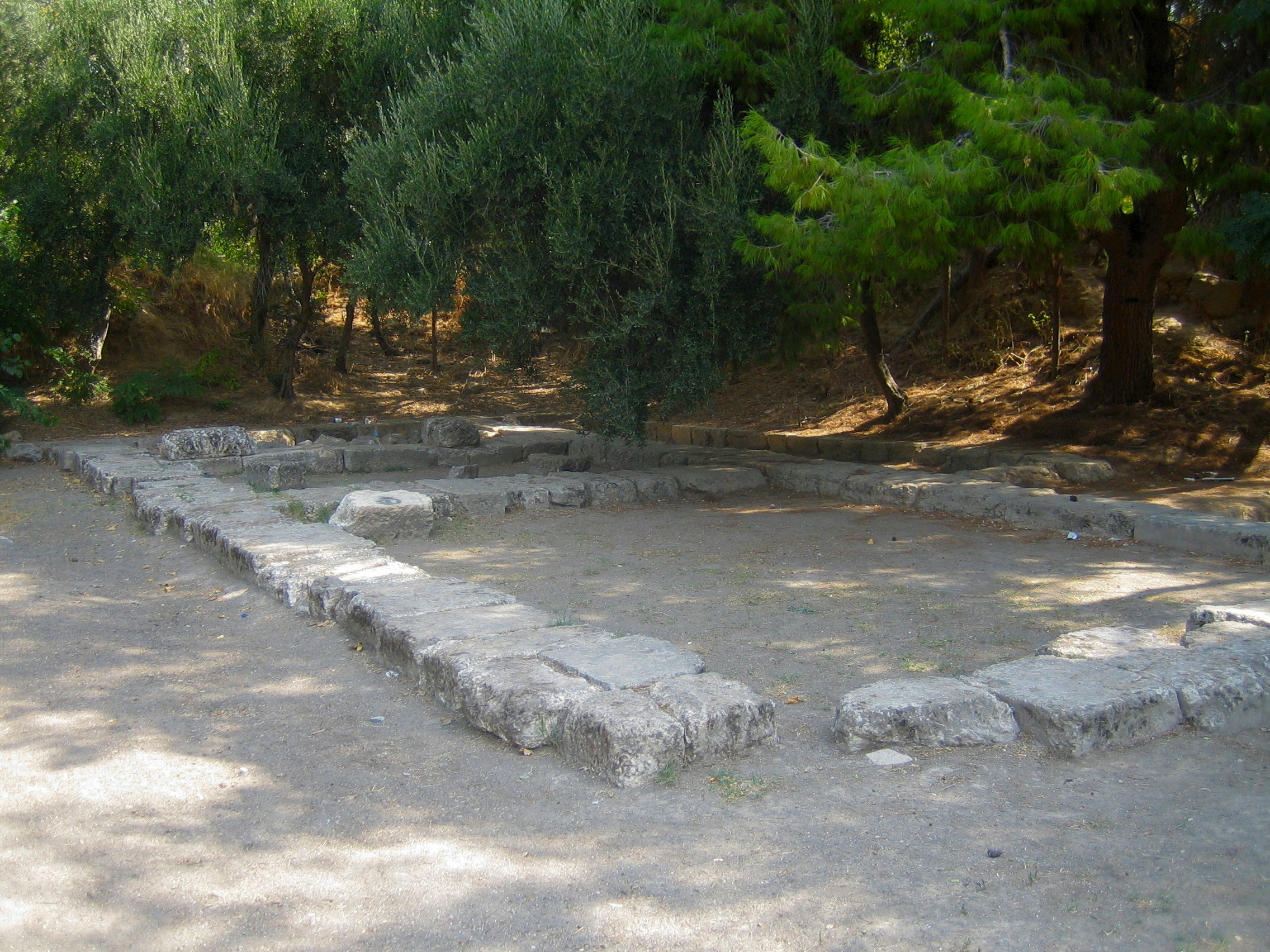
Archäologische Ausgrabung der Platonischen Akademie im heutigen Athener Stadtteil Akadimia Platonos

Die Platonische Akademie (altgriechisch Άκαδήμεια Akadḗmeia oder Άκαδημία Akadēmía, latinisiert Academia) war die von Platon gegründete antike Philosophenschule in Athen.
Die Platonische Akademie war die älteste und längstlebige Institution dieser Art in Griechenland. Bei dem Akademeia genannten Hain des attischen Heros Akademos im Nordwesten von Athen, außerhalb der Stadtmauer, kaufte Platon – wohl 387 v. Chr. – ein Grundstück, auf dem er einen Kultbezirk für die Musen einrichtete und philosophisch-wissenschaftlichen Unterricht zu erteilen begann. Im Laufe der Zeit wurde der Name von dem Hain auf die Schule übertragen, und für die Schulmitglieder wurde die Bezeichnung Akademiker (Ἀκαδημεικός Akadēmeikós) gebräuchlich.
Auf Platons Akadḗmeia geht der neuzeitliche Begriff Akademie für wissenschaftliche oder künstlerische Hochschulen sowie für Gelehrtenvereinigungen, etwa die Akademie der Wissenschaften, zurück.

## Unterrichtsbetrieb
Der Unterricht fand teils auf Platons Grundstück, teils auf öffentlichem Grund im nahen Gymnasion statt. Frühe Quellen berichten, dass sich auf dem Grundstück ein Säulengang (Peripatos), ein Museion, Büsten des Sokrates und Platon, das Grabmal Platons und eine Exedra befanden. Fortgeschrittene Schüler übernahmen Lehr- und Forschungsaufgaben. Die Frage, ob bzw. inwieweit die Wissensvermittlung formell organisiert war und in welchen Formen sie stattfand, ist umstritten, insbesondere hinsichtlich der Rolle des Lehrvortrags. Der Unterricht war normalerweise kostenlos, und es galt das für damalige Verhältnisse ungewöhnliche Prinzip der Gleichberechtigung der Lernenden, es fehlte also eine auf Abstammung und Herkunft basierende soziale Rangordnung. Für Frauen an der Akademie gibt es eine Reihe von Belegen; zwei Schülerinnen Platons und seines Nachfolgers Speusippos, Axiothea von Phleius und Lastheneia von Mantineia, sind namentlich bekannt. Die Schulmitglieder verstanden sich als Lebensgemeinschaft, was unter anderem in gemeinsamen Mahlzeiten, Symposien und Festen zum Ausdruck kam. Hierin und in der starken Betonung der Mathematik als Grundlagenwissenschaft zeigte sich wohl pythagoreischer Einfluss; Platon hatte in Unteritalien das pythagoreische Konzept einer Studien- und Lebensgemeinschaft kennengelernt. Für Griechenland neuartig – und wohl vom Vorbild des pythagoreischen Schulbetriebs in Italien angeregt – war die Idee, dass die Schule nicht von der Präsenz des Gründers abhing, sondern nach seinem Tod fortbestand. Forschung und Lehre waren – soweit für uns erkennbar – im Prinzip frei, wobei der Umstand eine Rolle spielte, dass Platon eine dogmatische Fixierung seiner Lehre ablehnte. Einzelne Lehrmeinungen, die denen Platons entgegengesetzt waren, konnten in der Akademie vertreten werden. Die Lehrenden und Lernenden teilten aber Platons Grundüberzeugungen; wenn das nicht mehr der Fall war (wie bei Aristoteles), verließ der Schüler die Akademie. Leiter der Schule war als Nachfolger Platons der Scholarch (Schulhaupt); er wurde von den Schülern auf Lebenszeit gewählt. Schon zu Platons Lebzeiten genoss die Schule in der Öffentlichkeit hohes Ansehen, und fähige Persönlichkeiten schlossen sich ihr an.
Die von spätantiken Autoren überlieferte Behauptung, in Platons Akademie habe sich eine Inschrift befunden, die jedem der Geometrie Unkundigen den Eintritt untersagte, trifft sicher nicht zu.

## Geschichte

### Ältere Akademie
Als „Ältere“ oder „Alte“ Akademie bezeichnet man die erste Phase von der Gründung bis zum Tode des Scholarchen Krates (268/264 v. Chr.). Solange Platons Zeitgenossen noch lebten, orientierte man sich an der Erinnerung an seinen mündlichen Unterricht. Dann begann die schriftliche Fixierung des Unterrichtsstoffs und die Kommentierung von Platons Dialogen. Die Scholarchen verfassten zahlreiche (heute meist verlorene) Schriften, deren überlieferte Titel einen Eindruck von ihrer universalen Bildung und der Vielfalt der Fächer vermitteln. Man befasste sich mit Metaphysik, Ontologie, Erkenntnistheorie, Wissenschaftstheorie, Dialektik, Ethik, Verfassungstheorie, Mathematik und Geometrie, Astronomie, Kosmologie, Physik, Seelenlehre, Sprachwissenschaft, philosophischer Theologie und Dämonenlehre. Man griff Fragen auf, die Platon angeregt, aber nicht zu einer Lösung gebracht hatte; die Mehrdeutigkeit seiner Dialoge bot vielfältige Ansatzpunkte zum Weiterdenken. Ein Merkmal der Akademie wurde die tiefe, geradezu religiöse Verehrung Platons und die Feier seines Geburtstags am siebten Tag des Monats Thargelion (Mai/Juni), dem mythischen Geburtstag des Gottes Apollon.
Die Scholarchen der Älteren Akademie nach Platons Tod (348/347 v. Chr.) waren Speusippos (348/347–339), Xenokrates von Chalkedon (339–314), Polemon von Athen (314–270/269) und Krates von Athen (270/269–268/264). Weitere bedeutende Gelehrte, die in der Älteren Akademie mitarbeiteten, waren Eudoxos von Knidos, Herakleides Pontikos, Philippos von Opus, Krantor und – bis zu seinem Austritt – Aristoteles.

### Jüngere („skeptische“) Akademie
Einen überaus folgenschweren Einschnitt in der Geschichte der Akademie bildete der Amtsantritt des Scholarchen Arkesilaos zwischen 268 und 264 v. Chr. Mit ihm begann eine neue Epoche, die man je nach Einteilungsschema „Jüngere“ oder „Mittlere“ Akademie nennt. Innerhalb der Jüngeren Akademie wird von manchen Philosophiehistorikern eine „Mittlere“ und eine mit dem Scholarchen Karneades von Kyrene beginnende „Neue“ unterschieden.
Arkesilaos selbst war allerdings keineswegs der Ansicht, er vollziehe einen Traditionsbruch. Er wollte nur einen bestimmten Aspekt der Tradition, nämlich die in Platons Dialogen beschriebene tiefe Skepsis des Sokrates gegenüber voreiligen Entscheidungen und unzureichend begründeten dogmatischen Behauptungen, in den Mittelpunkt der Lehre stellen. So hielt der methodische Zweifel Einzug, was zur Abkehr von der bisherigen schulmäßigen Stoffvermittlung führte. Dieser Skeptizismus, den spätere Scholarchen – besonders der sehr einflussreiche Karneades – weiter ausbauten, griff tatsächlich ein wichtiges Anliegen des Sokrates auf. Indem man aber die Möglichkeit gesicherter Wirklichkeitserkenntnis bestritt und sie durch abgestufte Wahrscheinlichkeitsannahmen ersetzte, änderte sich das Ziel des Disputierens. Wenn das Streben nach Wahrheitsfindung, nach zuverlässigem Wissen als letztlich notwendigerweise vergeblich galt, drohte die Gefahr, dass der rhetorische Sieg über den Debattengegner, die bloße Widerlegung fremder Behauptungen als Ziel in den Vordergrund trat und schließlich zum Selbstzweck wurde. Das wäre in gewisser Hinsicht ein später Sieg der Sophistik über Sokrates und Platon gewesen. Dies hatten die skeptischen Lehrer zwar nicht gewollt, aber ihr grundsätzlicher Verzicht auf eigene Urteile konnte in letzter Konsequenz in eine Selbstaufhebung der Philosophie einmünden. Konsequenterweise machte die Skepsis des Karneades auch vor dem Skeptizismus selbst nicht Halt.
Die wichtigsten Scholarchen der Jüngeren Akademie waren Arkesilaos (268/264–241/240 v. Chr.), Lakydes (241/240–224/223 v. Chr.), Karneades von Kyrene (vor 155–137/136 v. Chr.), Kleitomachos (127/126–110/109 v. Chr.) und Philon von Larisa (110/109–88 v. Chr.). Philon floh im Jahr 88 wegen politischer Wirren in Athen nach Rom. Im Verlauf des Ersten Mithridatischen Krieges eroberte der römische Feldherr Sulla im März 86 Athen, das Gelände des Akademie-Hains wurde verwüstet. Spätestens zu dieser Zeit endete der Unterrichtsbetrieb auf dem Gelände der Akademie definitiv.

### Neugründung des Antiochos
Schon vor dem gewaltsamen Untergang der Jüngeren Akademie hatte Antiochos von Askalon, ein Schüler Philons, sich von ihm getrennt und eine eigene Schule gegründet, die er programmatisch „Alte Akademie“ nannte. Damit wollte er an die ursprüngliche Schule Platons anknüpfen. Das war eine bewusste Abkehr vom Skeptizismus der Jüngeren Akademie, den Antiochos für unplatonisch hielt. Er war so stark von stoischen Lehren beeinflusst, dass er geradezu als Stoiker gelten konnte; nach seiner Ansicht stammten diese Lehren ursprünglich aus der Akademie. Sein Nachfolger war sein Bruder Aristos. Prominente Schüler waren die Römer Varro, Cicero und Brutus. Nach Caesars Tod (44 v. Chr.) gab es in Athen keine Akademie als Stätte organisierter Ausbildung mehr, sondern nur noch einzelne Platoniker, die Unterricht erteilten.

### Spätantike
Im 3. Jahrhundert gründete Longinos in Athen wiederum eine kurzlebige platonische Schule. Aber erst im 5. Jahrhundert kam es zu einer nachhaltigen Wiederbelebung der Tradition platonischer Studien in einem institutionellen Rahmen. Einem reichen Neuplatoniker, Plutarch von Athen, gelang um 410 die Eröffnung des Unterrichtsbetriebs in einem Haus, das er dafür errichten ließ. Diese Schule berief sich nachdrücklich auf die Tradition der Akademie Platons. Mit Proklos, dem berühmtesten dieser Neuplatoniker, erreichte diese Spätblüte ihren Höhepunkt. Doch hatte schon längst das Christentum die Macht im römischen Staat erlangt und war seit dem späten 4. Jahrhundert Staatsreligion, und so war der Untergang dieser spätantiken platonischen Schule nur eine Frage der Zeit. Obwohl die Athener Neuplatoniker das Christentum eindeutig ablehnten und ihre Schule ein Zentrum des geistigen Widerstandes gegen die herrschende Religion war, blieben sie erstaunlich lange unbehelligt. Erst 529 untersagte Kaiser Justinian I. den Lehrbetrieb; etwas später wiederholte und verschärfte er das Verbot. Strittig ist in der Forschung, ob es – wie der Chronist Johannes Malalas behauptet – einen besonderen kaiserlichen Erlass gab, der ein Ende des Philosophieunterrichts in Athen anordnete, oder ob es nur um die Umsetzung eines allgemeinen Lehrverbots für Personen, die sich der Taufe widersetzten, auch in Athen ging. Faktisch führten die staatlichen Maßnahmen jedenfalls zur Schließung der Schule.
Vielleicht schon 531, spätestens 532 zogen sieben der letzten Athener Neuplatoniker – darunter Damaskios, der letzte Scholarch, und sein Schüler Simplikios – an den Hof des Perserkönigs Chosrau I., wo sie mit Toleranz rechnen konnten. Doch schon vor Ende 532 kehrten sie ins Oströmische Reich zurück, nachdem Chosrau im Friedensvertrag mit Justinian eine Garantie für ihre Sicherheit ausgehandelt hatte.
Die neuplatonische Schule des 5. und 6. Jahrhunderts wird in der Forschungsliteratur oft Akademie genannt, da sie ihren Sitz in Athen hatte und ihrem eigenen Selbstverständnis nach die Schule Platons war und sich eifrig um die Kommentierung seiner Werke bemühte, auch aus Treue zu seiner Lehre inhaltliche Kompromisse mit dem Christentum ablehnte. Die Berechtigung dieser Bezeichnung ist jedoch fraglich, da sie in den Quellen nicht bezeugt ist. Das ehemalige Gelände der Akademie befand sich im Besitz der Schule, diente aber nicht mehr als Unterrichtsstätte, sondern wurde verpachtet.

## Rezeption in der Renaissance
Schon am Anfang des 15. Jahrhunderts bestanden in Florenz Gesprächskreise, die sich dem Studium antiker Literatur widmeten und dabei an die Akademie-Idee anknüpften. Nach der Jahrhundertmitte tauchten Begriffe wie Neue Akademie oder Florentiner Akademie auf. Dabei handelte es sich um lockere Gruppen von Humanisten ohne feste Organisation und Mitgliedschaft. Einen derartigen Diskussionskreis bildete auch die Gruppe um den Florentiner Humanisten Marsilio Ficino. Ficino erfreute sich der Gunst des Cosimo de’ Medici, der ihm im April 1463 ein Landhaus in Careggi bei Florenz schenkte. Die früher allgemein vertretene Auffassung, dass es in Careggi eine Institution namens „Platonische Akademie“ gab, ein Zentrum des geistigen Lebens und Treffpunkt einer Gemeinschaft bedeutender Florentiner Humanisten, ist aber von James Hankins als unzutreffend erwiesen worden. Der Begriff Platonische Akademie wurde von Ficino und seinen Zeitgenossen nicht verwendet, sondern ist eine Erfindung des 17. Jahrhunderts. Eine solche Bezeichnung wäre auch trotz Ficinos Enthusiasmus für Platon unpassend gewesen, denn viele der Beteiligten (Ficinos Gesprächspartner, Freunde und Schüler) waren keine Platoniker und die meisten waren eher Dichter und Literaten als Philosophen. Es gab keine wissenschaftlichen Projekte von Ficinos Akademie, sondern nur Unternehmungen der einzelnen Humanisten. Ficinos Hauptanliegen war eine Synthese von antikem Neuplatonismus und katholischem Christentum. Mit großem Fleiß widmete er sich der Übersetzung (ins Lateinische) und Kommentierung von Werken Platons und antiker Platoniker.
Im selben Zeitraum entstanden Akademien in Rom (ab 1464 Accademia Romana unter Julius Pomponius Laetus) und Neapel (zunächst als Gesprächskreis unter Antonio Beccadelli († 1471); der eigentliche Gründer war Giovanni Pontano, nach dem sie Accademia Pontaniana genannt wurde). Aldo Manuzio gründete in Venedig eine Neoacademia, in der die Humanisten ausschließlich in altgriechischer Sprache diskutierten. Im 16. Jahrhundert errichteten in ganz Italien Gelehrte und gebildete Bürger Hunderte von (teilweise kurzlebigen) Akademien. Diese privater Initiative entsprungenen Einrichtungen waren im Prinzip autonom. Im Vordergrund standen typisch humanistische Anliegen, vorwiegend literarische und philologische sowie sonstige altertumskundliche Studien.